# Ferroviarios Santiago
Club Deportivo Ferroviarios de Chile – chilijski klub piłkarski z siedzibą w mieście Santiago, stolicy państwa.

## Osiągnięcia
- Mistrz drugiej ligi chilijskiej (Primera B) (4): 1947, 1948, 1949, 1965
- Mistrz czwartej ligi chilijskiej (Cuarta división chilena ): 2003

## Historia
Klub założony został 14 lipca 1916 roku. W wyniku fuzji z klubem Badminton 23 lutego 1950 roku powstał klub Ferro-Bádminton, istniejący do roku 1969, kiedy oba kluby rozdzieliły się. Obecnie Ferroviarios gra w trzeciej lidze chilijskiej (Tercera división chilena).